# Trzęsienie ziemi w Hunza (1974)
Trzęsienie ziemi w Hunza (1974) – trzęsienie ziemi o sile 6,2 stopni w skali Richtera, które nastąpiło 28 grudnia 1974 roku o 12:11 czasu lokalnego, w pakistańskim dystrykcie Hunza. W jego wyniku, śmierć poniosło 5300 osób, a rannych zostało 17000 osób.
Trzęsienie ziemi najbardziej dotknęło miejscowość Pattan, położoną 160 kilometrów na północ od stołecznego Islamabadu. Pattan zostało niemal całkowicie zniszczone i to z niego pochodziła większość ofiar. Zważywszy, że epicentrum trzęsienia znajdowało się w górzystym terenie, wstrząsy wywoływała liczne lawiny błotne, które utrudniły akcję ratunkową.
Trzęsienie ziemi w Hunza, było najtragiczniejszym trzęsieniem jakie nawiedziło Pakistan po II wojnie światowej, do czasu trzęsienia ziemi w Kaszmirze z 2005 roku, podczas którego zginęło 86 tysięcy osób.